# Уокинг
Уокинг (англ. Woking) — город в графстве Суррей, Англия.
Население составляет 62 796 человек. Город расположен в одноимённом административном округе, население округа — 90,7 тысяч человек (по переписи 2006 года).
Первое упоминание об Уокинге относится к VIII веку (в «Книге Страшного суда» упоминается монастырское поселение: Wochingas, затем Wochinges): здесь возник Старый Уокинг. Современный город отстраивался вокруг железнодорожной станции, основанной около 150 лет назад.
В 1878 году после долгого противостояния Кремационного общества с церковью в городе был открыт первый в Великобритании крематорий.

## Уокинг в популярной культуре

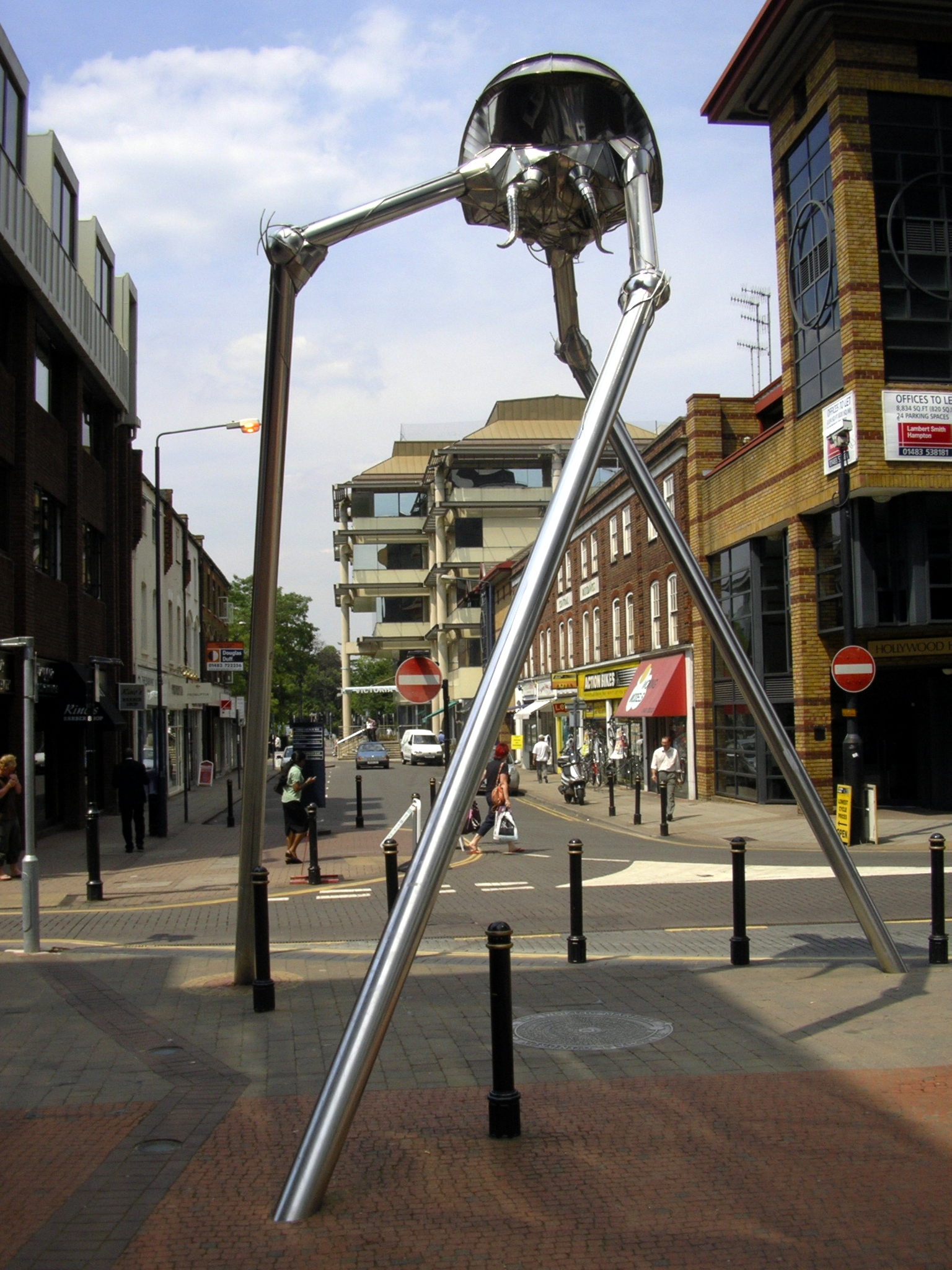
Скульптура треножника Уэллса

- Уокинг вошёл в историю литературы как место, где происходит действие романа Герберта Уэллса «Война миров».
- В романе Дугласа Адамса «The Meaning of Liff» Woking — слово, обозначающее ситуацию, когда вы входите в кухню и забываете, зачем.
- В стихотворении Р.Киплинга "Мэри Глостер", баронет сэр Энтони Глостер завещает своему сыну Ричарду похоронить его в море, а не в купленном фамильном склепе в Уокинге.

## McLaren
В Уокинге находится штаб-квартира McLaren Group — организации, которая включает в себя McLaren Racing (создаёт гоночные болиды команды Формулы-1), McLaren Mercedes, и McLaren Automotive, которая занимается постройкой суперкаров McLaren 720S и McLaren Senna.

## Города-побратимы
- Амстелвен
- Раштатт
- Ле-Плесси-Робинсон